# Regana De Liguoro
Regana De Liguoro (6 de mayo de 1919 – 22 de junio de 1948) fue una actriz cinematográfica de nacionalidad italiana.

## Biografía
Nacida en Roma, Italia, sus padres eran los actores Wladimiro y Rina De Liguoro. Ella debutó como actriz siendo todavía una niña, en 1926, dirigida por su padre en Quello che non muore. Más adelante viajó con sus padres a los Estados Unidos, país en el que actuó en varias producciones cinematográficas.
A su vuelta a Italia participó en los filmes Ho visto brillare le stelle (de Enrico Guazzoni, 1939), Alessandro, sei grande! (de Carlo Ludovico Bragaglia, 1940), y Caterina da Siena (de Oreste Palella), interpretando en esta última cinta a Catalina de Siena.
Regana De Liguoro falleció en 1948 en Roma, Italia, a los 29 años de edad, a causa de una peritonitis.